# Stictocephala nervosa
Stictocephala nervosa är en insektsart som beskrevs av Buckton. Stictocephala nervosa ingår i släktet Stictocephala och familjen hornstritar. Inga underarter finns listade i Catalogue of Life.